# محمد ظاهر إسماعيل
محمد ظاهر إسماعيل (بالملايوية: Mohamed Zahir Ismail)‏ هو محامي ودبلوماسي وقاضي وسياسي ماليزي، ولد في 19 مارس 1924 في ألور ستار في ماليزيا، وتوفي في 14 أكتوبر 2004 في كوالالمبور في ماليزيا بسبب قصور كلوي. حزبياً، نشط في المنظمة الوطنية الملاوية المتحدة وباريسان ناسيونال. وقد انتخب Speaker of the Dewan Rakyat ‏ (14 يونيو 1982 – 14 أكتوبر 2004).